# Ричмонд (графство, Нова Шотландія)
 Ричмонд  (англ. Annapolis County) — графство у провінції Нова Шотландія, Канада. Графство є переписним районом та адміністративною одиницею провінції.

## Географія
Графство розташоване в південній частині острова Кейп-Бретон. Північна частина графства омивається водами солоного озера Бра-д'Ор, в той час як південна — Атлантичним океаном і протокою Кансо, що відокремлює острів від материкової частини провінції. На сході графство межує з графством Кейп-Бретон, а на заході — Інвернес.
По території графства проходить автодорога провінційного значення гайвей 104, а також ряд доріг, керованих графством, основними з яких є магістраль 4 і колектори 206, 247, 320 і 327.

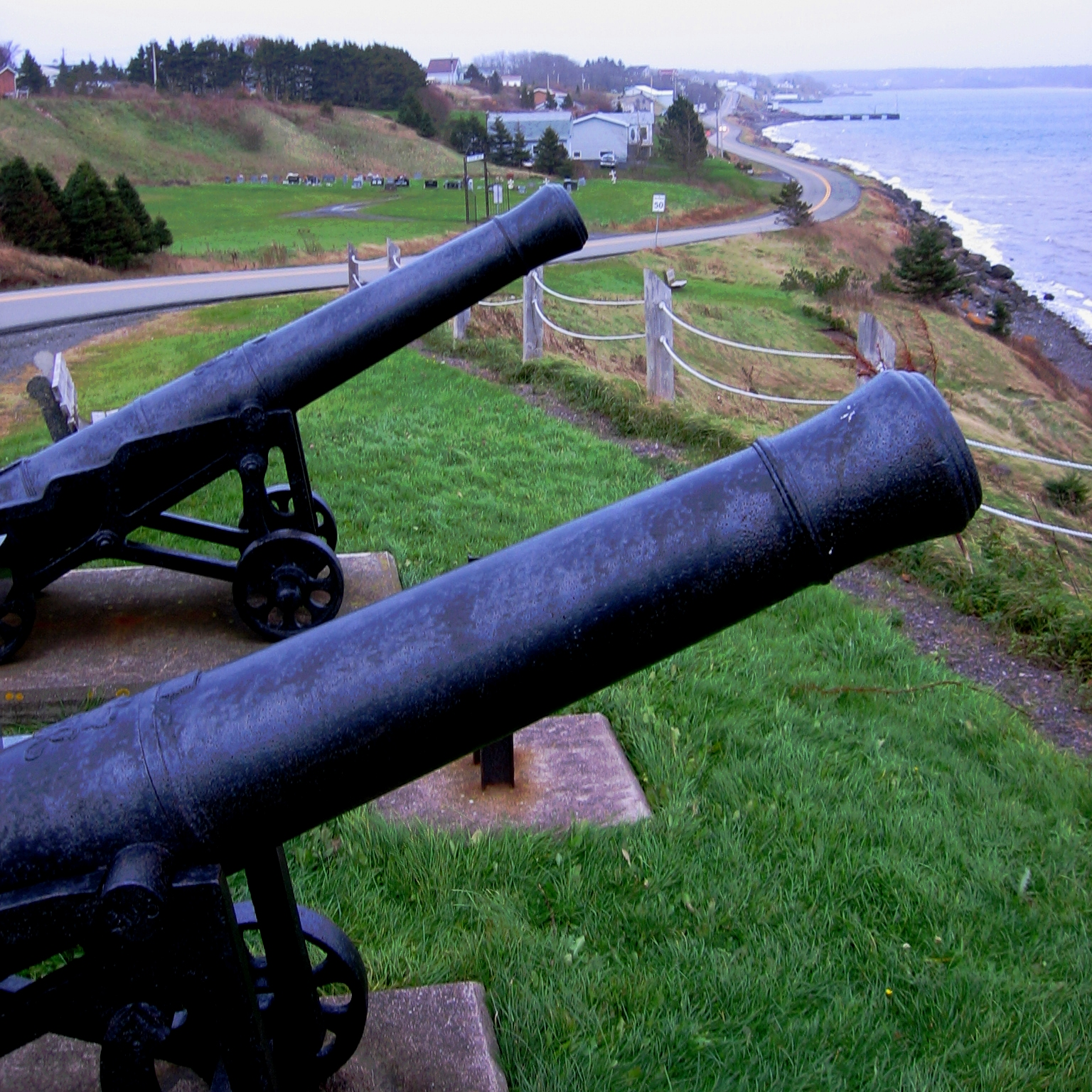
гармати Арічата

## Історія
Графство Річмонд було засновано в 1835 році з південного округу графства Кейп-Бретон, кордони графства були підтверджені в 1847 році.

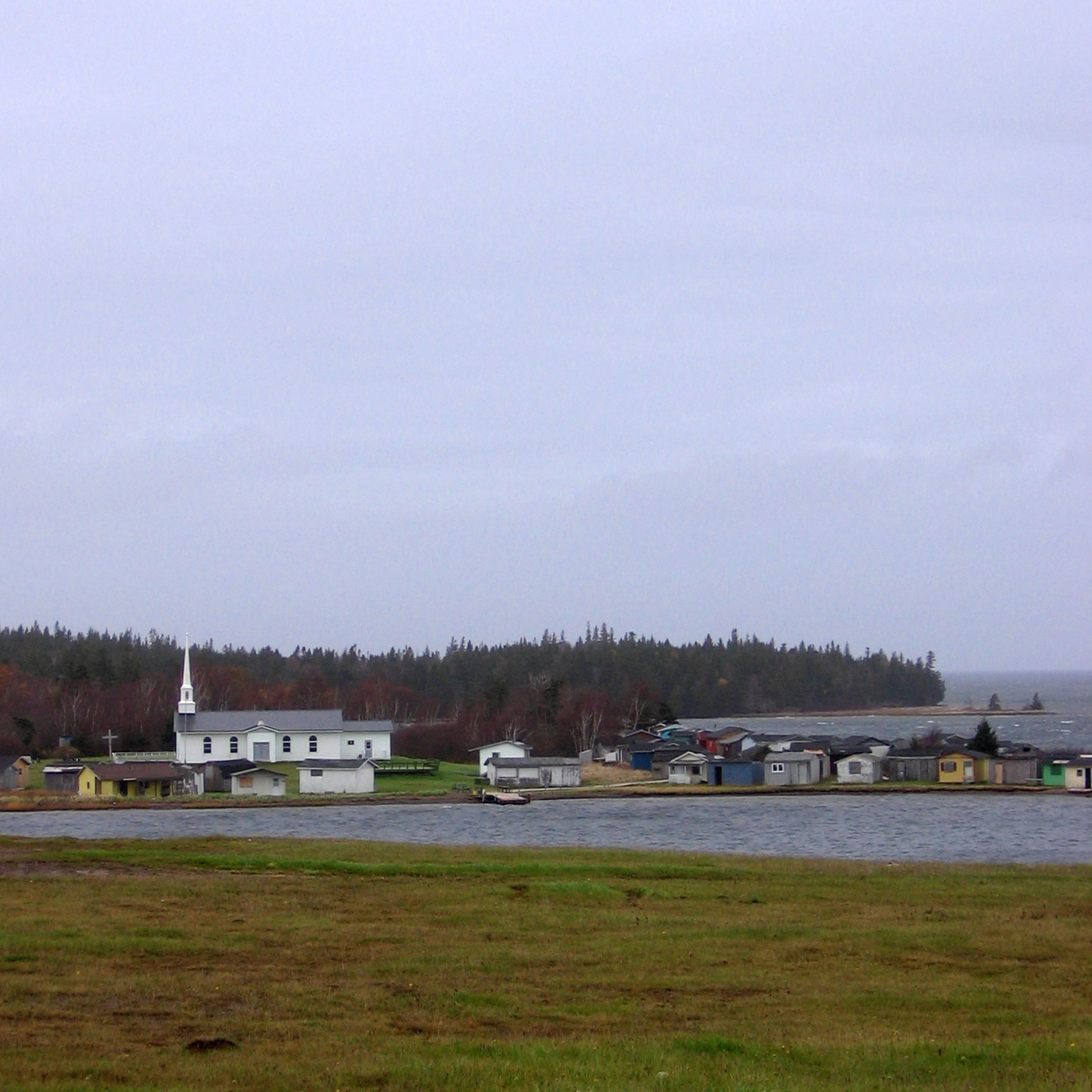
Острів Чапель

Графство було названо на честь генерал-губернатора Британської Північної Америки в 1818—1819 роках сера Чарльза Леннокса, четвертого герцога Річмонда і Леннокса.

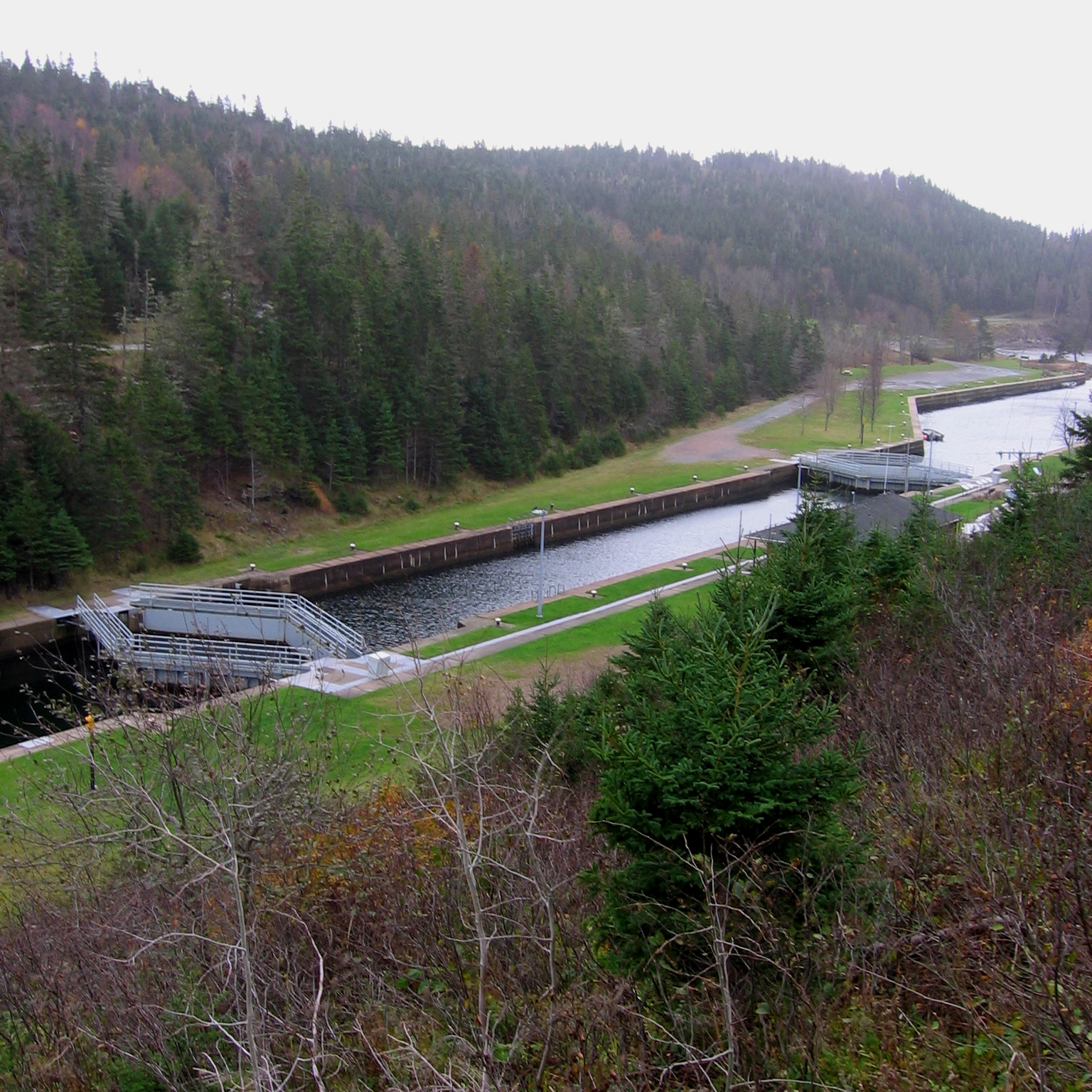
Канал Сайнт-Петерс

## Населення
Для потреб статистичної служби Канади графство розділене на одну індіанську резервацію і три неорганізовані області.
| Назва          | Оригінальна назва | Статус                 | Площа  | Населення |
| -------------- | ----------------- | ---------------------- | ------ | --------- |
| Чепел-Айленд 5 | Chapel Island 5   | Індіанська резервація  | 5,6    | 444       |
| Округ A        | Richmond, Subd. A | Неорганізована область | 465,06 | 4 072     |
| Округ B        | Richmond, Subd. B | Неорганізована область | 644,06 | 1 769     |
| Округ C        | Richmond, Subd. C | Неорганізована область | 129,52 | 3 455     |